# Ингарь
Ингарь — село в Приволжском районе Ивановской области, центр Ингарского сельского поселения.

## Этимология
Село Ингарь обязано своим названием реке Ингар, протекающей к востоку от села.

## География
Расположено в северной части Приволжского района, фактически является северным пригородом Приволжска. Улицы: Спортивный пер, Пригородная, Молодёжная, Зелёная, Спортивная, Полевая, Новая.

## История
В 1981 году Указом Президиума Верховного Совета РСФСР посёлок центральной усадьбы совхоза «Приволжский» переименован в Ингарь.

## Экономика
На территории села расположены сельскохозяйственные предприятия, производство готовых текстильных изделий.

## Население
| 2002 | 2010  |
| ---- | ----- |
| 1165 | ↘1118 |